# Mitsubishi Ki-21
Die Mitsubishi Ki-21 war der wichtigste Langstreckenbomber der kaiserlichen Armee Japans zu Beginn des Zweiten Weltkriegs. Ihr alliierter Codename war „Sally“.

## Geschichte
Die Entwicklung begann 1936, als das japanische Heeresministerium einen Langstreckenbomber für den Einsatz in China und der Mandschurei forderte. Der Bomber war für den zweiten Japanisch-Chinesischen Krieg gedacht, den die japanischen Militärs schon intensiv planten. Mitsubishi entwarf dazu einen Ganzmetall-Mitteldecker mit Sternmotoren, Einziehfahrwerk und Bombenschacht.
In einer Gegenüberstellung mit dem Konkurrenzmodell Ki-19 von Nakajima Hikōki behauptete sich die Ki-21.
Die Serienversion wurde mit verändertem kegelförmigen Bug und einem vergrößerten Cockpitdach statt mit dem ursprünglich verbauten Maschinengewehrturm ausgestattet. Als Triebwerke wurden anstatt der Mitsubishi Ha-6 die moderneren 850 PS starken Nakajima Ha-5-Motoren verwendet. Die Höchstgeschwindigkeit stieg durch die verbesserte Aerodynamik auf 432 km/h. Die von den Chinesen eingesetzten Jagdflugzeuge Polikarpow I-16 und Curtiss P-36 waren kaum schneller.
Im Frühjahr 1938 trat die Ki-21-Ia, auch als Typ 97 bezeichnet, beim 60. Sentai den Dienst an und bewährte sich als zuverlässiges und häufig eingesetztes Flugzeug. Gleichzeitig lief die Produktion der Ki-21 ebenfalls beim bisherigen Wettbewerber Nakajima an. Die Ki-21 war robust genug gegenüber den schwach bewaffneten chinesischen (sowjetischen und US-amerikanischen) Jägern, um sich bis in die frühen 1940er zu behaupten. Auf Basis der Einsatzerfahrungen folgten weitere Versionen: Die 1-b mit stärkerer Panzerung und Abwehrbewaffnung sowie verbessertem Bombenschacht, danach die 1c mit vergrößertem Kraftstofftank für erhöhte Reichweite und schließlich die Ki-21-IIa (alliierte Codebezeichnung irrtümlich zunächst „Gwen“, bis man erkannte, dass es sich nur um eine Variante der bereits bekannten „Sally“ handelte) mit größerem Höhenleitwerk und 1490 PS starken Ha-101-Motoren. Schlusspunkt der Entwicklung war die Ki-21-IIb mit MG-Turm.
Die geplante Version Ki-21-III kam nicht mehr zur Realisierung, denn trotz aller Verbesserungen zeichnete sich bald ab, dass die an allen Fronten des Pazifikkrieges als japanischer Standardbomber eingesetzte Ki-21 für den Fronteinsatz veraltet war. Viele Ki-21 älterer Typen wurden zu Schul- oder Transportflugzeugen (MC-21) umgebaut. Als die US-Amerikaner mit stärker bewaffneten und deutlich schnelleren Jägern im Pazifik auftauchten, stiegen die Verluste der Ki-21 trotz ständig verbesserter Bewaffnung und Panzerung enorm an. Auch ein Begleitschutz in Form von Jägern half wenig, da diese in der Regel über geringere Reichweiten verfügten, so dass die Ki-21 in ihrer Rolle als Langstreckenbomber bereits im Jahre 1942 vollkommen überholt war.
Das Nachfolgemodell Nakajima Ki-49 zeigte so gravierende Mängel, dass die Ki-21 erst im Jahre 1944 von der Mitsubishi Ki-67 abgelöst wurde. Bis zu diesem Jahr wurden 1713 Flugzeuge von Mitsubishi und 351 von Nakajima gebaut. Dazu kamen noch ca. 500 zivile und militärische Transportflugzeuge MC-20 bzw. Ki-57 (alliierte Codebezeichnung „Topsy“). Bis dahin hatte Japan jedoch die Möglichkeiten zur offensiven Kriegsführung fast ganz verloren und Langstreckenbomber stellten sich in dieser Kriegslage als überflüssig heraus.

## Technische Daten
| Kenngröße             | Daten (Ki-21-I Ko)                                      |
| --------------------- | ------------------------------------------------------- |
| Besatzung             | 5                                                       |
| Länge                 | 16,50 m                                                 |
| Spannweite            | 22,50 m                                                 |
| Höhe                  | 4,35 m                                                  |
| Flügelfläche          | 69,60 m²                                                |
| Flügelstreckung       | 7,3                                                     |
| Nutzlast              |                                                         |
| Leermasse             | 5105 kg                                                 |
| max. Startmasse       | 8412 kg                                                 |
| Reisegeschwindigkeit  | 380 km/h                                                |
| Höchstgeschwindigkeit | 432 km/h                                                |
| Dienstgipfelhöhe      | 8600 m                                                  |
| Reichweite            |                                                         |
| Einsatzradius         | 1500 km                                                 |
| Triebwerke            | zwei Sternmotoren Nakajima Ha-5 Kai, je 708 kW (963 PS) |
| Bewaffnung            | drei 7,7-mm-Maschinengewehre Typ-89, 1000 kg Bomben     |